# Gornji Budački
Gornji Budački falu Horvátországban, Károlyváros megyében. Közigazgatásilag Krnjakhoz tartozik.

## Fekvése
Károlyvárostól 24 km-re, községközpontjától 6 km-re délre a Kordun területén fekszik.

## Története
A település annak a Budacski nemzetségnek a nevét viseli, akik a 15. század végén települtek a Lika vármegyei Budak vidékéről a Kulpa mentére. A családot a 14. században említik először. Legelső itteni ismert tagjuk Budacski György még Mátyás király idejében kapta meg Buču birtokát Topuszka apátjától. Ezután egyre több Kulpa menti és Túrmezei birtokot szereztek meg. A nemzetség központja a Donji Budački határában található Budacski vára volt, melyet 1596-ban foglalt el a török. A sorozatos török pusztítások következtében a vidék elnéptelenedett. A kipusztult horvát lakosság helyére már 1685-ben megkezdődött a szerb betelepülés. Csak ebben az évben Gornji és Donji Budački vidékére 284 szerb család érkezett 2784 lélekkel. A betelepítés irányítói gróf Strassaldo Mátyás és Orsich Ferenc várkapitányok voltak. 1690-ben amikor a törökök visszafoglalták Ipeket Csarnojevics Arzén ipeki pátriárka vezetésével a szerbek újabb nagyobb csoportjai érkeztek az akkori magyar és horvát területekre, így erre a vidékre is. 1759-ben itt alapították meg a Kordun legnagyobb iskoláját, hogy az írni olvasni nem tudó embereket tanítsák. A korabeli források arról szólnak, hogy ebben az évben az iskolának még csak hét diákja volt. A század végéig és a 19. század folyamán azonban nem működött folyamatosan részben a háborúk miatt, részben pedig azért mert nem volt pópa vagy alkalmas írástudó ember aki a népet tanítsa. 1902-ben a hívek összefogásával épült fel a mai szebb és nagyobb iskolaépület. Az épület ma üresen áll, mert nincs diák aki ide járhatna. Elűzte őket a háború vihara. Az egyházközséghez egykor Gornji Budački, Budačka Rijeka, Suhodol, Mala Crkvina, Vojinović Brdo, Jasnić Brdo, Trupinjak, Brebornica, Perić Selo és Burić Selo szerb nemzetiségű falvak tartoztak.
Gornji Budački Urunk Mennybemenetele tiszteletére szentelt pravoszláv szerb templomát 1942-ben az usztasák felgyújtották. Az újat 1988-ban kezdték el építeni. A délszláv háború idején 1995-ben megindult a horvát hadseregnek a szakadár krajinai szerb köztársaság területei elleni támadása, mely során a szerb lakosság menekülésre kényszerült, templomaikat és kolostoraikat pedig aláaknázták és felrobbantották. A településnek 1857-ben 132, 1910-ben 172 lakosa volt. Trianon előtt Modrus-Fiume vármegye Vojnići járásához tartozott. 2011-ben a falunak 30 lakosa volt.

## Lakosság
| Lakosság változása | Lakosság változása | Lakosság változása | Lakosság változása | Lakosság változása | Lakosság változása | Lakosság változása | Lakosság változása | Lakosság változása | Lakosság változása | Lakosság változása | Lakosság változása | Lakosság változása | Lakosság változása | Lakosság változása | Lakosság változása |
| ------------------ | ------------------ | ------------------ | ------------------ | ------------------ | ------------------ | ------------------ | ------------------ | ------------------ | ------------------ | ------------------ | ------------------ | ------------------ | ------------------ | ------------------ | ------------------ |
| 1857               | 1869               | 1880               | 1890               | 1900               | 1910               | 1921               | 1931               | 1948               | 1953               | 1961               | 1971               | 1981               | 1991               | 2001               | 2011               |
| 132                | 167                | 151                | 169                | 187                | 172                | 159                | 177                | 116                | 131                | 118                | 108                | 89                 | 72                 | 31                 | 30                 |